# Maleshe
Maleshe est une ville du Botswana.